# Just Fontaine
Just Louis Fontaine (Marrakesh, 18 augustus 1933 – Toulouse, 28 februari 2023) was een Frans profvoetballer en voetbaltrainer. Hij is recordhouder met meeste doelpunten tijdens een WK voetbal (dertien doelpunten op het WK van 1958, waarvan vier in de wedstrijd tegen West-Duitsland). Fontaine speelde voor Kawkab Marrakesh, USM Casablanca, OGC Nice en Stade de Reims. Ook kwam hij uit voor het Frans voetbalelftal. Hij werd door Pelé vermeld in de in 2004 opgestelde FIFA 100.

## Carrière
Just (Justo) Fontaine werd geboren in Marrakesh, ten tijde van het Franse protectoraat over Marokko, uit een Spaanse moeder en een Franse vader uit Normandië. Hij begon zijn voetballoopbaan bij Kawkab Marrakesh. Hij werd door zijn boezemvriend Boubker Négraoui voorgesteld aan trainer Carlo Moretti, die hem en zijn broertje Gigi een contract liet tekenen. Twee jaar later vertrok hij alleen naar Casablanca en werd daar geïntroduceerd door de beroemde Marcel Cerdan (wereldkampioen boksen en ex-partner van zangeres Édith Piaf) bij Wydad Casablanca (destijds USM Casablanca). Bij die club begon hij zijn professionele carrière en zou er uiteindelijk spelen van 1950 tot 1953. Bij OGC Nice speelde hij van 1953 tot 1956. Hij scoorde er vierenveertig doelpunten in drie seizoenen. In 1956 vertrok hij naar Stade de Reims, waar hij honderdeenentwintig doelpunten scoorde in zes seizoenen. Met deze club werd hij in 1958 en 1960 kampioen van Frankrijk. Ook voor het Frans voetbalelftal scoorde Fontaine veel: dertig doelpunten in eenentwintig wedstrijden. Hoogtepunt in zijn carrière was het bereiken van de halve finale op het WK van 1958. Hij speelde zijn laatste wedstrijd - als gevolg van hardnekkige blessures- reeds in 1962, nog voordat het WK in Chili van start ging.
Fontaine vervulde later enkele trainersfuncties. In 1974 leidde hij Paris St. Germain naar de hoogste Franse divisie. 
Op 10 juni 2014, aan de vooravond van het WK in Brazilië, ontving de 80-jarige Fontaine in São Paulo een unieke onderscheiding; de Platinischoen. Deze ontving hij uit de handen van toenmalig UEFA-voorzitter Michel Platini en van Ronaldo, de toenmalige WK-topscorer met vijftien doelpunten op meerdere WK's. Daarmee werd zijn prestatie uit 1958, dertien doelpunten in één toernooi, nog eens geëerd.

## Overlijden
Just Fontaine overleed in Toulouse op 28 februari 2023 op 89-jarige leeftijd.

## Overzicht
| seizoen   | club             | competitie       |
| --------- | ---------------- | ---------------- |
| 1950–1953 | Wydad Casablanca | Premier Division |
| 1953–1956 | OGC Nice         | Division 1       |
| 1956–1962 | Stade de Reims   | Division 1       |

- Frankrijk: 21 interlands, 30 doelpunten.

## Erelijst
Reims
- Division 1: 1955/56, 1957/58, 1959/60, 1961/62
- Coupe de France: 1953/54, 1957/58
- Trophée des Champions: 1958, 1960

Individueel
- Golden Foot: 2003, als voetballegende
- FIFA WK Gouden Schoen: 1958
- Topscorer Division 1: 1957/58, 1959/60
- Topscorer Europacup I: 1958/59
- FIFA 100: 2004

- Bibliothèque nationale de France: cb12606245f (data)
- Gemeinsame Normdatei: 1168346363
- International Standard Name Identifier: 0000 0003 7484 0224
- Réseau des bibliothèques de Suisse occidentale: 02-A003251915
- Système universitaire de documentation: 144143453
- Virtual International Authority File: 230024551
- WorldCat: E39PBJvCQVKgRxvjJckQ7JgFrq